# Mauá - O Imperador e o Rei
Mauá - O Imperador e o Rei é um filme brasileiro de 1999 com direção de Sérgio Rezende, e elenco integrado por Paulo Betti, Malu Mader, Hugo Carvana e Cláudio Corrêa e Castro entre outros.

## Sinopse
O filme mostra a infância, o enriquecimento e a falência de Irineu Evangelista de Sousa (1813–1889), o empreendedor gaúcho mais conhecido como barão de Mauá, considerado o primeiro grande empresário brasileiro, responsável por uma série de iniciativas modernizadoras para economia nacional, ao longo do século XlX.
A combinação das suas ideias, juntamente com o agravamento da instabilidade política da região platina, tornou-o alvo das intrigas dos Conservadores. As suas instalações passaram a ser alvo de sabotagens criminosas e os seus negócios foram abalados pela legislação que reduziu as taxas de importação sobre as importações de máquinas, ferramentas e ferragens (tarifa Silva Ferraz, 1860). Com a falência do Banco Mauá (1875), pediu moratória por três anos, sendo obrigado a vender a maioria de suas empresas a capitalistas estrangeiros e ainda os seus bens pessoais para liquidar as dívidas.

## Elenco
- Paulo Betti .... Irineu Evangelista de Sousa
- Malu Mader .... Maria Joaquina de Sousa (May)
- Othon Bastos .... Visconde de Feitosa
- Michael Byrne .... Richard Carruthers
- Antônio Pitanga .... Valentim
- Rodrigo Penna .... imperador Pedro 2.º
- Roberto Bomtempo .... Visconde do Rio Branco
- Richard Durden .... Barão de Rothschild
- Murilo Grossi .... Ricardo
- Elias Mendonça .... Antônio Pereira de Almeida (Sr. Pereira)
- Cláudio Correia e Castro .... Visconde do Uruguai
- Edwin Luisi .... Aurélio
- Rogério Fróes .... Marquês do Paraná
- Hugo Carvana .... Queirós
- José de Abreu .... juiz
- Ernani Moraes .... Batista
- Denise Weinberg.... mulher de Queirós
- Jorge Neves .... Irineu jovem

## Controvérsias

### Acusação de plágio
Em 1999, Sérgio Rezende foi acusado de plágio por Jorge Caldeira, autor do livro Mauá, Empresário do Império (publicado pela Companhia das Letras), e de não ter recebido os créditos, uma vez que o filme traz trechos inteiros de diálogos contidos no livro.
Os juízes da 15ª Vara de São Paulo determinaram que não houve plágio e condenaram Caldeira a pagar 90 salários mínimos de indenização aos cineastas.

## Prêmios e indicações
Recebeu uma indicação no Grande Prêmio Cinema Brasil, na categoria de Melhor Ator (Othon Bastos como Visconde de Feitosa).
| Ano  | Festival                                     | Categoria              | Nomeações                                                     | Resultado |
| ---- | -------------------------------------------- | ---------------------- | ------------------------------------------------------------- | --------- |
| 2000 | Grande Prêmio do Cinema Brasileiro           | Melhor Ator            | Othon Bastos                                                  | Indicado  |
| 2000 | Festróia - Tróia International Film Festival | Melhor Filme           | Sérgio Rezende                                                | Indicado  |
| 2000 | Festival de Cinema Hispânico de Miami        | Melhor Filme           | Sérgio Rezende                                                | Venceu    |
| 2000 | Prêmio Guarani de Cinema Brasileiro          | Melhor Ator            | Paulo Betti                                                   | Indicado  |
| 2000 | Prêmio Guarani de Cinema Brasileiro          | Melhor Figurino        | Kika Lopes                                                    | Venceu    |
| 2000 | Prêmio Guarani de Cinema Brasileiro          | Melhor Direção de Arte | Bia Junqueira, Henrique Murthe, Tom Pye e José Joaquim Salles | Venceu    |